# Babia Góra (Pasmo Radziejowej)
Babia Góra (560 m) – wzniesienie w Beskidzie Sądeckim, w zachodniej części Pasma Radziejowej, nad doliną Dunajca, na wschód od Krościenka nad Dunajcem w województwie małopolskim, w powiecie nowotarskim.

## Topografia
Babia Góra znajduje się w grzbiecie odbiegającym na południowy wschód od Gronia. Niżej grzbiet ten zakręca na południe, cały czas opadając, na Babiej Górze skręca na południowy zachód i poprzez Juraszową Górę opada do Dunajca przy moście od drogi wojewódzkiej nr 969 na drugą stronę Dunajca, na osiedle Juraszowa w Krościenku nad Dunajcem.
Babia Góra to nie szczyt, a tylko miejsce, w którym grzbiet górski zmienia kieunek. Północno-zachodni stok Babiej Góry opada do Potoku Zagórskiego, południowo-wschodni do potoku Zakijowskiego. Stoki te porośnięte są lasem, ale grzbiet Babiej Góry jest bezleśny, dzięki czemu jest dobrym punktem widokowym na Krościenko nad Dunajcem, dolinę Dunajca i Pieniny. Nie prowadzi tędy żaden szlak turystyczny, ale od mostu na Dunajcu jest droga dojazdowa do pojedynczych domów na Babiej Górze. Idąc nią dalej w górę można dojść na przełęcz Siodełko, przez którą biegnie czerwony Główny Szlak Beskidzki na Dzwonkówkę.
Babia Góra i niżej położona Juraszowa Góra to wzniesienia pochodzenia wulkanicznego, zbudowane z andezytów. Jest dobrym punktem widokowym. Dla mieszkańców i turystów zamontowano na niej tzw. „Grzybek dla turysty”, jeden z 11 takich w Krościenku nad Dunajcem. Jest to altana o kształcie grzyba, obok niej opisana panorama widocznych szczytów Pienin.

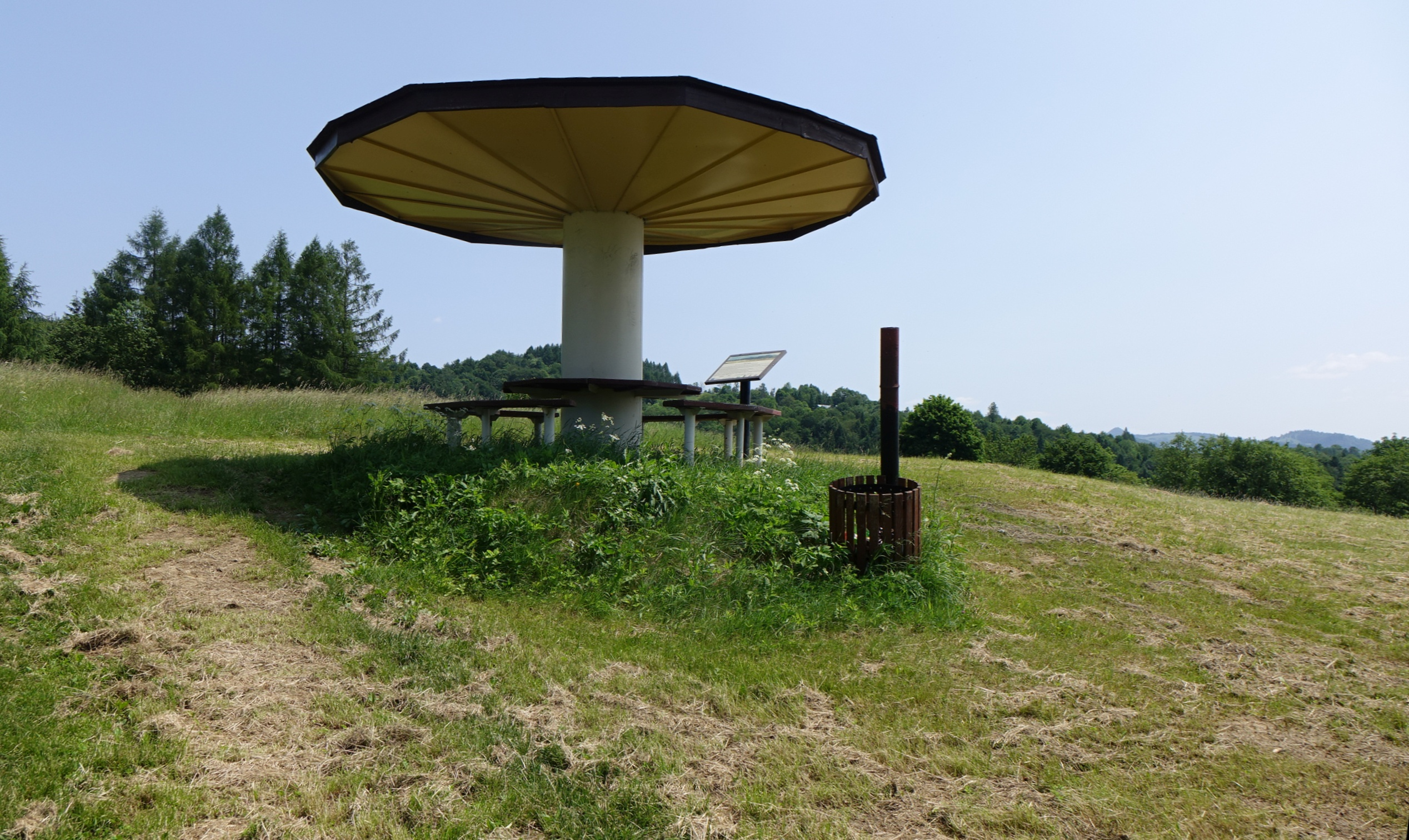
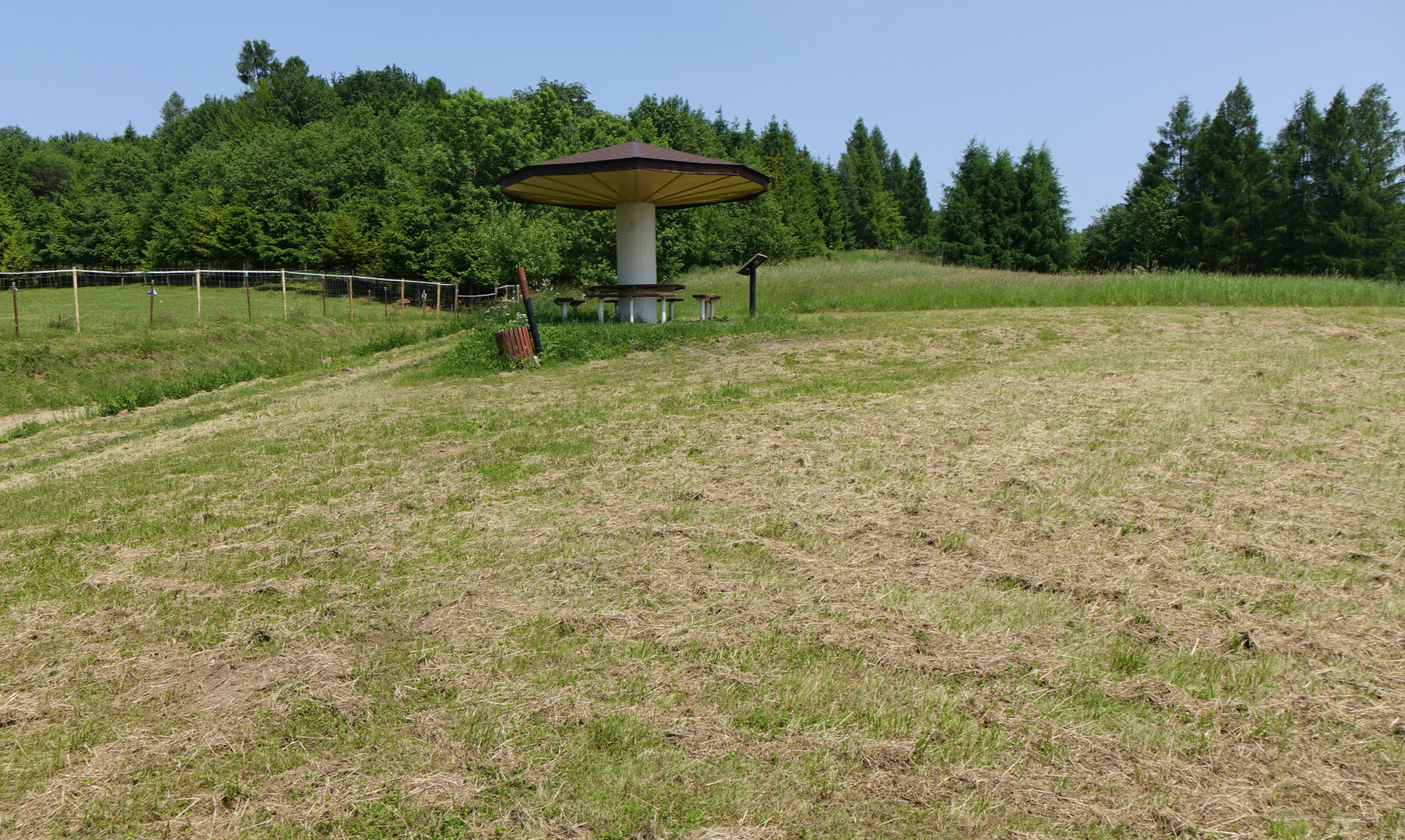
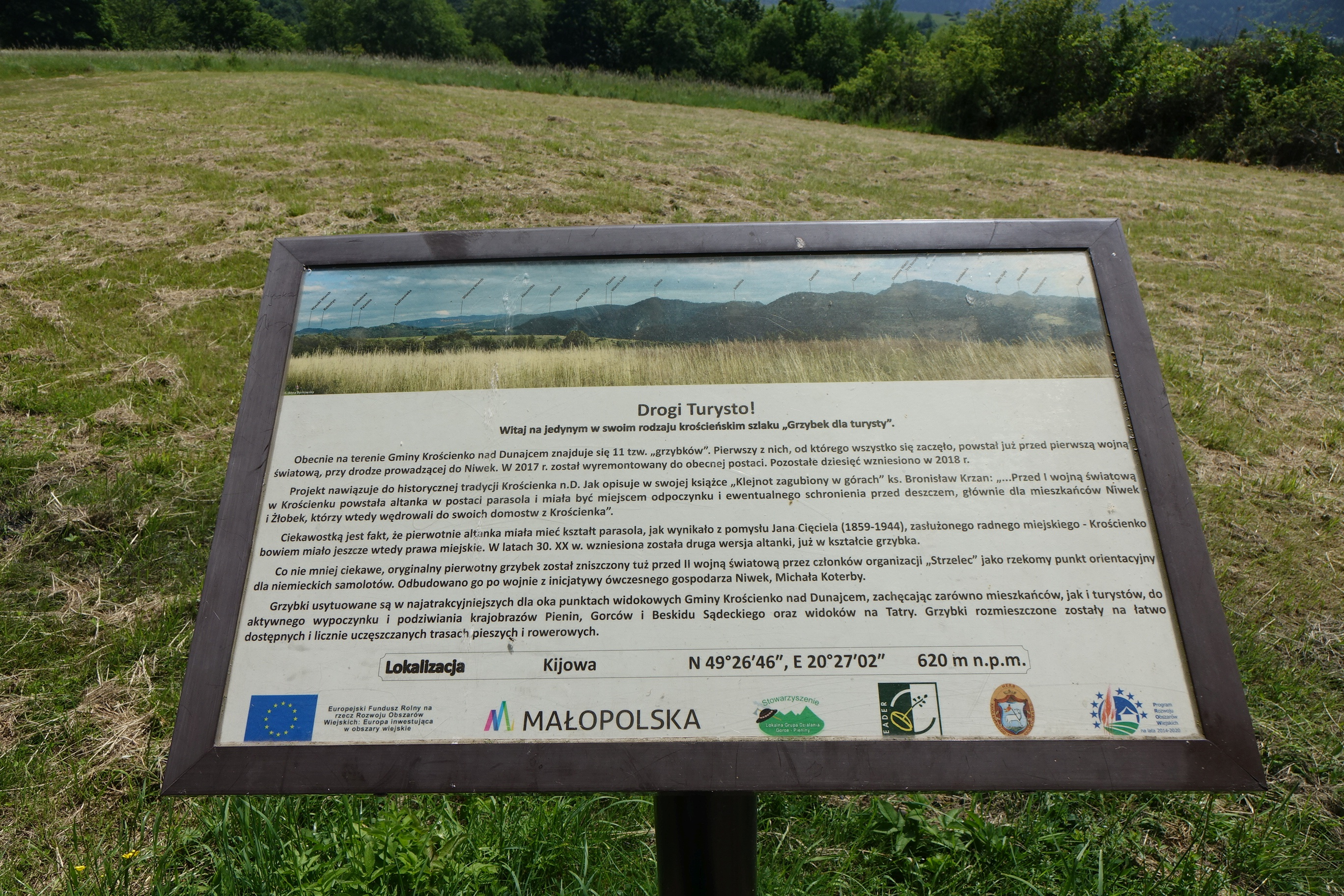
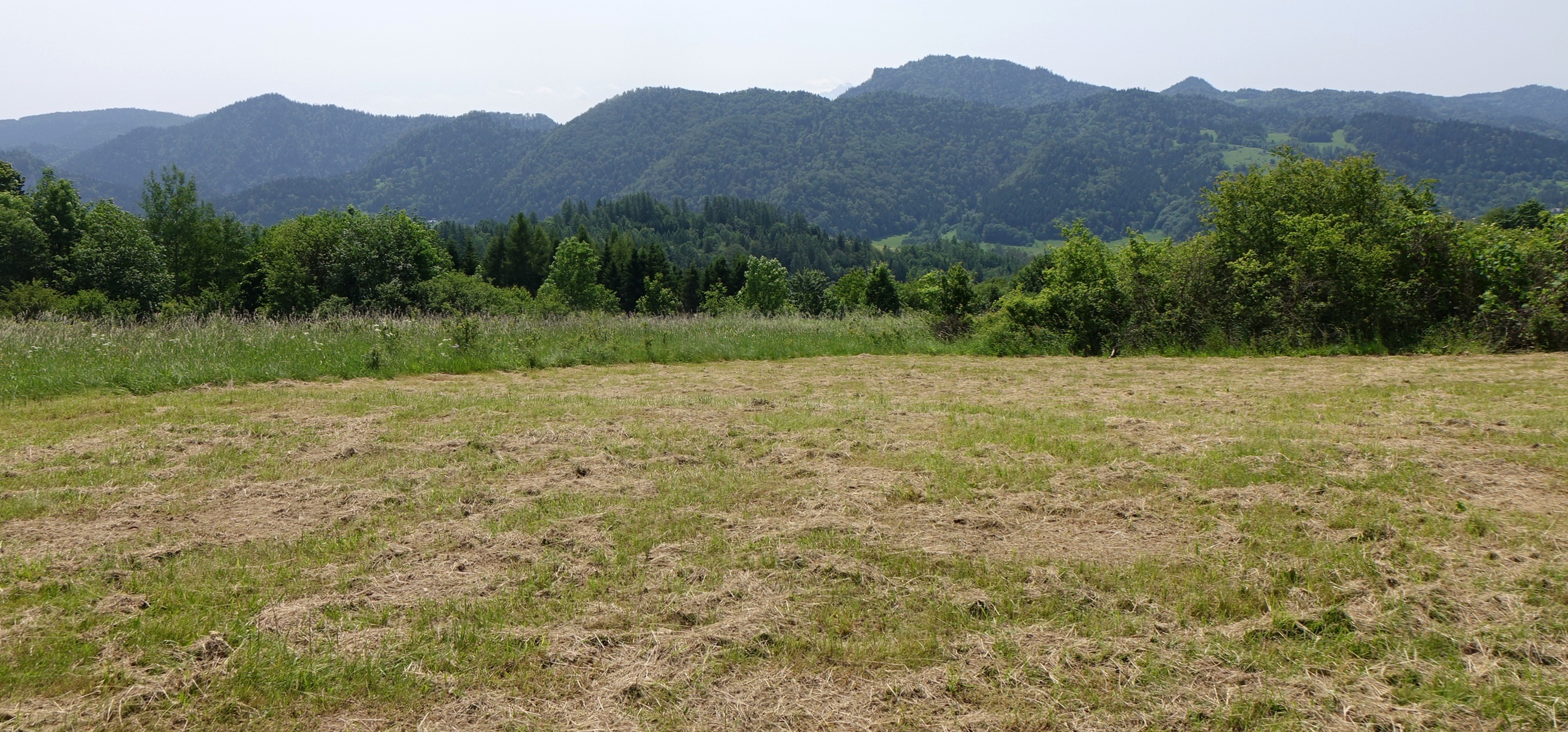